# Edward Rutherfurd
Edward Rutherfurd (født 1948 i Salisbury, England) er en britisk forfatter. Han er kendt for sine episke og tykke historiske romaner. Han debuterede med romanen Sarum og er blevet udgivet på 20 forskellige sprog, inklusive dansk.

## Bøger på dansk
- 1993 Russka
- 2004 Skoven (The Forest)
- 2011 New York
- 2012 Sarum (genudgivelse)
- 2012 London (genudgivelse)
- 2013 Paris
- 2015 Dublin

## Eksterne kilder
Officiel hjemmeside: edwardrutherfurd.com Arkiveret 16. november 2020 hos  Wayback Machine